# Močvirski meček
Močvirski meček (znanstveno ime Gladiolus palustris) je zelnata trajnica, ki doseže višino od 30 do 60 cm.

## Opis
Močvirski meček ima nerazvejano steblo. Listi so dolgi, preprosti, z vzporednimi žilami, mečaste oblike in do 1 cm široki. Rob lista je gladek. Ima enostransko socvetje iz največ šestih cvetov. Listi cvetnega odevala so škrlatno rdeči z zakrivljeno cevjo in topim vrhnjim delom.
Uspeva na vlažnih, s hranili revnih travnikih.

## Ogroženost
Vlažni travniki se v Sloveniji večinoma opuščajo, ker spremenjen način gospodarjenja z opustitvijo košnje zmanjšuje območje rastišča in poslabšuje ugodne pogoje za njegov obstoj. Zato je ta vrsta v upadanju in v Sloveniji zavarovana skupaj s preostalimi štirimi vrstami mečkov, ki uspevajo v Sloveniji.